# Hamataliwa dimidiata
Hamataliwa dimidiata är en spindelart som först beskrevs av Soares och Camargo 1948.  Hamataliwa dimidiata ingår i släktet Hamataliwa och familjen lospindlar. Inga underarter finns listade i Catalogue of Life.